# Seneca, Pennsylvania
Seneca är en så kallad census-designated place i Venango County i Pennsylvania. Vid 2010 års folkräkning hade Seneca 1 065 invånare.